# Anette Stridh

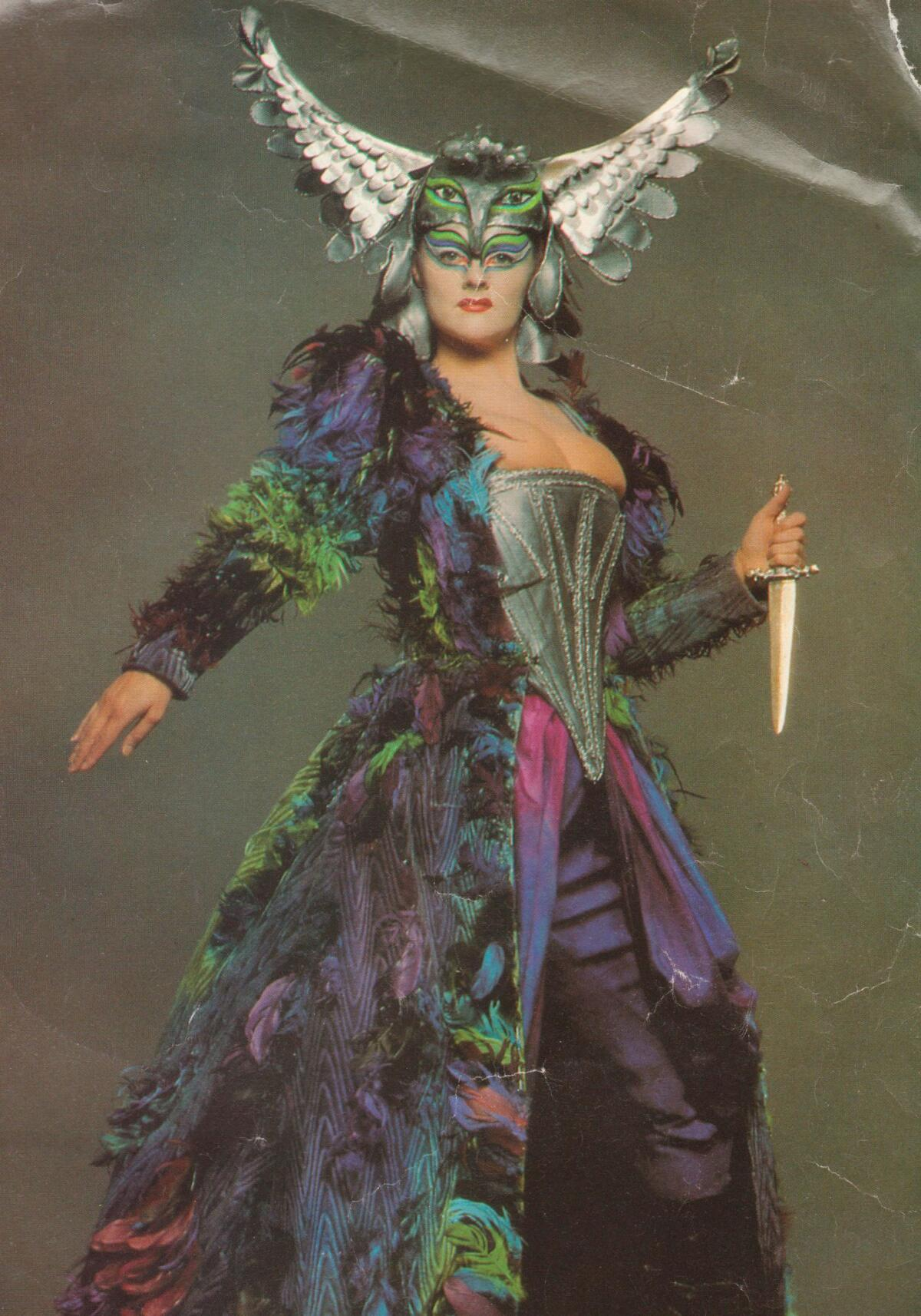
Anette Stridh som Nattens drottning på Folkoperan hösten 1986

Ingegärd Anette Stridh Frieberg, folkbokförd: Strid; född 24 oktober 1952, är en svensk operasångerska och sångpedagog. 
Efter studentexamen 1971 sökte Anette Stridh in till solosång på Kungliga Musikhögskolan i Stockholm och kom in som en av de yngsta någonsin. Under tiden på Kungliga Musikhögskolan hann hon med att 1973 belönas med Jenny Lind-stipendiet. Efter KMH gick hon vidare med studier på Operahögskolan i Stockholm där hon studerade i tre år innan hon fick utlandsstipendium till Wien där hon studerade i två år. 
Tillbaka i Sverige sjöng Stridh en rad olika roller så som Barbarina i Figaros Bröllop och Nattens Drottning i Trollflöjten. Mest känd har hon blivit som rollen Carlotta i den svenska uppsättningen av Fanomen på operan som hon sjöng tillsammans med bland andra Mikael Samuelson och Bert-Åke Varg. Uppskattningsvis framförde hon Carlotta ca 1100 föreställningar mellan åren 1989–1995.